# Berufsverband der Datenschutzbeauftragten Deutschlands
Der Berufsverband der Datenschutzbeauftragten Deutschlands (BvD) e. V. ist ein Verein mit Sitz in Berlin, der die Interessen der betrieblichen und behördlichen Datenschutzbeauftragten in Deutschland vertritt.

## Ziele und Aufgaben
Schwerpunkte seiner Tätigkeit sind die weitere Etablierung des Berufsbildes des Datenschutzbeauftragten in Politik, Wirtschaft und Gesellschaft sowie die Unterstützung der Mitglieder in ihrer Tätigkeit als Datenschutzbeauftragte und -berater. Dabei hat die Qualitätssicherung angebotener Leistungen von Mitgliedern des Berufsverbandes als Alleinstellungsmerkmal im Wettbewerb höchste Priorität. Der BvD fördert den Erfahrungsaustausch zwischen seinen Mitgliedern und unterstützt diese mit fachlichem Rat. Er tritt in der Öffentlichkeit für die Belange des Datenschutzes ein und wirkt an Gesetzgebungsvorhaben im Bereich des Datenschutzrechts mit.

## Struktur
Oberstes Organ des Verbandes ist die Mitgliederversammlung. Sie beschließt über die ihr von der Satzung zugewiesenen Punkte.
Soweit nicht die Mitgliederversammlung zuständig ist, entscheidet der Vorstand. Der Vorstand besteht aus dem Vorsitzenden, seinem Stellvertreter, einem Justiziar sowie zurzeit drei weiteren Vorstandsmitgliedern.
Für die Kernaufgaben Berufsbild und Fortbildung hat der Vorstand jeweils einen Ausschuss ins Leben gerufen. Die Ausschüsse sind mit Mitgliedern besetzt.

### Regionalgruppen
Die Mitglieder kommen aus allen Bundesländern. Sie sind oft in einer der Regionalgruppen organisiert und vernetzt, um den kontinuierlichen Erfahrungsaustausch zu fördern.
- Nord
- Ost
- West
- Gütersloh
- Mitte
- Frankfurt
- Ulm[4]
- Nürnberg
- München
- Karlsruhe

### Arbeitskreise
Derzeit gibt es Arbeitskreise zu folgenden Themen:
- Medizin
- Kommunales
- Datenschutz in sozialen Einrichtungen
- Finanzdienstleistung
- Entsorgungs- und Versorgungsunternehmen
- Online-Shops
- Psychotherapie
- Externe Datenschutzbeauftragte
- Interne Datenschutzbeauftragte
- Schule (→ Initiative Datenschutz geht zur Schule)
- Transport und Logistik
- Verschlüsselung und Signierung
- Datenschutz in Recht und Praxis

## Geschichte
Der Verband wurde 1989 in Ulm gegründet. Bereits in der Gründungsphase „kämpfte“ der Berufsverband mit erheblichem Gegenwind: So wurde dem Verband anfangs die Eintragung in das Vereinsregister verwehrt mit der Begründung, der Verband sei klein und habe nicht den Charakter eines Verbandes. Nach der Gründung mehrerer Regionalverbände scheiterte die Eintragung daran, dass dem Datenschutzbeauftragten die Eigenschaft eines Berufes abgesprochen wurde.
Daraufhin erhob der Verband Klage beim Landgericht Ulm. Das Landgericht Ulm entschied 1991 in dem als „Ulmer Urteil“ deutschlandweit bekannten Gerichtsurteil über die Grundsätze, die den Beruf des Datenschutzbeauftragten ausmachen.
Erster Vorsitzender war bis 2004 Gerhard Kongehl. Er erhielt im Jahr 2015 in Ulm das Bundesverdienstkreuz, weil er mit seinem Wirken dem „Datenschutz in Deutschland herausragende Dienste geleistet und darüber hinaus die besondere Bedeutung des Datenschutzes für eine freiheitliche Gesellschaft für eine ganze Berufsgruppe zur Grundlage gemacht“ hat. Sein Nachfolger Hannes Federrath war bis 2008 Vorsitzender. Seitdem sitzt Thomas Spaeing dem Verband vor.
2007 verlegte der Verband seinen Sitz von Ulm nach Berlin, um näher am politischen Geschehen zu sein und besser Einfluss auf die Politik nehmen zu können.
Der Verein zählte im Dezember 2012 ca. 800 Mitglieder. Zurzeit (20. Juni 2025) liegt die Zahl der Mitglieder bei über 1900.
Jährlich erhält der BvD etwa 100 Vermittlungsanfragen von Unternehmen, die einen Datenschutzbeauftragten suchen.

## Aktivitäten
Der BvD führte bis 2009 Datenschutzkongresse durch:
- 2009: Erfahrung trifft Zukunft 9./10. September 2009 in Ulm.[9]
- 2008: Datenschutz – Chancen – Nutzen 10./11. April 2008 in Berlin

Seit dem Jahr 2010 werden Verbandstage in Berlin durchgeführt. Die Verbandstage widmen sich jeweils einem Schwerpunktthema, welches am zweiten Tag in verschiedenen Vorträgen und Workshops behandelt wird. Am ersten Tag haben tagsüber die Arbeitskreise Gelegenheit, sich zu treffen. Am Nachmittag findet die jährliche Mitgliederversammlung statt. Am Abend treffen sich einige Mitglieder und die Teilnehmer, Referenten und Aussteller der Verbandstage zum gemeinschaftlichen Abendessen.
Die vergangenen Verbandstage widmeten sich bisher folgenden Schwerpunktthemen:
- 2012: „Neue Wege im Datenschutz“, 09./10. Mai 2012 (am Vortag Treffen des AK Medizin und des AK Recht, BvD Sonderseminar „Compliance & Beschäftigtendatenschutz - (Korruptionsbekämpfung vers. Datenschutz)“, Aktionstag der Initiative „Datenschutz geht zur Schule“ am Berliner John-Lennon-Gymnasium, nach den BvD Verbandstagen im Anschluss Treffen des AK Externe)[10]
- 2011: „Herausforderung Datenschutzbeauftragter“, 25./26. Mai 2011 (am Vortag Treffen des AK Medizin und der RG Ost, nach den BvD Verbandstagen im Anschluss Treffen des AK Externe)[11]
- 2010: „Mit Berufskollegen im Austausch“, 23. April 2010 (nur ein Tag, im Anschluss Treffen des AK Externe)

Seit 2010 veranstaltet der BvD außerdem das jährliche Berufsbild-Symposium.
Der BvD lädt hierzu Vertreter der Aufsichtsbehörden von Bund und Ländern, Ausbilder, Datenschutzverbände usw. nach Düsseldorf ein.
Die vergangenen Berufsbild-Symposien widmeten sich bisher folgenden Fragestellungen:
- 25. Oktober 2012: 3. Berufsbild-Symposium in Düsseldorf im Rheinturm
  - Vorstellung der vom BvD entwickelte Ausbildungsordnung und Diskussion dazu
  - „Darf der Datenschutzbeauftragte externen Sachverstand hinzuziehen?“
  - Zusammenarbeit zwischen Betriebsrat und Datenschutzbeauftragten
- 7. Oktober 2011: 2. Berufsbild-Symposium in Düsseldorf im Rheinturm[12]
  - „Sind Mindestbestellzeiten für Datenschutzbeauftragte zwingend und wenn ja wie lang müssen diese sein?“
  - „Wie hoch ist der richtige Zeitbedarf für die Tätigkeit als DSB? (Definition der erforderlichen Zeit, inklusive Präsenzpflichtfrage)“
  - „Kann der Datenschutzbeauftragte des Auftraggebers auch Datenschutzbeauftragter des Auftragnehmers sein?“
- 8. Oktober 2010: 1. Berufsbild-Symposium in Düsseldorf im Rheinturm
  - „Gibt es eine geringfügige Fachkunde bei Tätigkeiten in kleineren Unternehmen?“
  - „Wie viel Fachwissen muss der Datenschutzbeauftragte selbst haben, wie viel kann er einkaufen?“
  - „Welche Interessenkonflikte eines Datenschutzbeauftragten muss man hinnehmen, und können juristische Personen als Datenschutzbeauftragte bestellt werden?“

Seit 2016 führt der BvD in Kooperationen (2016–2023 mit der Ruhruniversität Bochum, seit Juli 2023 mit der Deutschen Vereinigung für Datenschutz) das Datenschutz-Wiki der Bundesbeauftragten für Datenschutz und die Informationsfreiheit (BfDI) fort.